# Batalha do Monte Maior
A batalha de Monte Maior  (em italiano: Montemaggiore ou Monte Maggiore) foi travada em 4 de maio de 1041, sobre o Ofanto perto de Canas, na Itália bizantina, entre forças rebeldes lombardo-normandas e o Império Bizantino. O normando Guilherme Braço de Ferro liderou a ofensiva, que foi parte de uma revolta maior, contra Miguel Dociano, o catapano bizantino. Sofrendo pesadas baixas na batalha, os bizantinos foram posteriormente derrotados e as forças remanescentes retiraram-se para Bari. Dociano foi substituído e transferido para a Sicília como resultado. A vitória forneceu aos normandos valores acrescidos de recursos, bem como um onda renovada de cavaleiros juntando-se à rebelião.

## Antecedentes
A batalha foi travada em 4 de maio de 1041, menos de dois meses após a batalha de Olivento, o primeiro confronto de uma revolta renovada de forças lombardo-normandas contra o Império Bizantino instigada por Arduíno, o Lombardo. A batalha em Olivento foi a primeira entre normandos e bizantinos desde a batalha de Canas de 1018, mas desta vez o resultado passou de vitória à derrota bizantina. Enquanto os normandos de início apenas lutaram como mercenários na Itália, tomaram controle crescente durante a revolta de 1041, e começaram a tomar o território para si após a batalha de Monte Maior. O sítio da luta foi o rio Ofanto, perto de Canas, mas o nome do Monte Maior é geralmente utilizado para referir-se ao evento.

## Batalha
A ofensiva normanda em Monte Maior estava sob Guilherme Braço de Ferro, então eleito líder normando. Também estavam presente os dois irmãos mais novos de Guilherme, Drogo e Hunifredo. O contingente normando ganhou considerável força após a anterior batalha de Olivento, com novos auxiliares lombardos e mercenários normandos de Salerno e Aversa, liderados por Rainulfo Drengoto, reforçando suas fileiras. Diz-se que o exército lombardo-normando  incluía 2 000 cavaleiros normandos, um valor considerado exagerado pelos historiadores modernos, mais as formações de infantaria e cavalaria pesada lombardas.  O historiador Richard Humble considerou que havia 700 cavaleiros normandos e aproximados 1 300 infantes, cerca do dobro do número estimado por Gordon S. Brown para a batalha anterior em Olivento.
O catepano Miguel Dociano encontrou-se com os normandos com um exército numericamente maior. Seu exército incluía quiçá 18 000 homens segundo os Anais de Bari (em latim: Annales Barenses), estimado por Brown como "vários milhares" (em Olivento). O exército foi dividido em duas linhas, e consistiu em tropas novas da Ásia e soldados regressantes da Sicília.  As forças bizantinas também incluíam a guarda varegue nórdica, liderada pelo futuro rei norueguês Haroldo Hardrada (r. 1046–1066), e foi moralmente fortalecido pela presenta de dois bispos do rito bizantino de Troia e Ofanto.
Os normandos atacaram os bizantinos em uma formação de ponta de lança, o que levou a primeira linha ser conduzida para dentro da segunda, e por sua vez causando confusão entre os bizantinos. Guilherme sofria de febre e, inicialmente, assistiu a luta de uma colina, mas posteriormente juntou-se à batalha por ter sido superado pela emoção. Grande parte dos soldados bizantinos, incluindo os bispos, afogaram-se no Ofanto tentando fugir. Uma parcela sobretudo grande dos varegues também pereceu, e os bizantinos foram posteriormente derrotados em batalha. A vitória normanda foi atribuída em particular pela adição da cavalaria pesada normanda.

## Rescaldo
Com o exército bizantino esmagado, Miguel Dociano retirou-se para o porto de Bari, onde requiriu novos reforços da Sicília. Em vez disso, Dociano foi transferido para a Sicília, e substituído por Exaugusto Boiano. A vitória e Monte Maior forneceu aos normandos sua primeira grande aquisição de butim de guerra, incluindo equipamento militar, cavalos, tendas, tecidos preciosos, bem como vasos de ouro e prata. O enriquecimento dos soldados atraiu mais cavaleiros à rebelião. A revolta lombardo-normanda de 1041 foi seguida por uma terceira e última batalha, a batalha de Montepeloso em setembro.